# Lauterbach, Wartburg
Lauterbach là một đô thị trong huyện Wartburg ở bang Thüringen, Đức. Đô thị này có diện tích 6,62 km².